# Classe Slava
La classe Slava o Progetto 1164 (in cirillico: проект 1164 Атлант, nome in codice NATO: Atlant) originariamente noti come Krashina, sono incrociatori missilistici di fabbricazione sovietica, sviluppati negli anni settanta ed entrati in servizio presso la Marina sovietica a partire dal 1982. 
Costruite in soli quattro esemplari sui sei previsti, sono state progettate come unità di supporto alle navi della classe Kirov e dotate di missili anti-nave per renderle idonee a missioni di scorta e di prima linea.
In grado di fornire anche difesa aerea alle unità circostanti, nel 2022 due di queste unità erano in servizio nei ranghi della Marina russa.

## Caratteristiche
Lo scafo è molto lungo e slanciato, ma a motivo della presenza dei missili su tutta la parte anteriore del ponte di coperta, sistemati ai 2 lati della plancia (o forse si dovrebbe dire che è la plancia che è sistemata tra i blocchi di missili), il bordo libero è abbastanza ridotto. A poppa vi sono un hangar e un ponte di volo per 1 elicottero.

L'apparato motore è stato disegnato su turbine a gas per oltre 100.000 hp, con i fumaioli, provvisti di scambiatori di calore onde ridurre la traccia IR, a mezza nave.

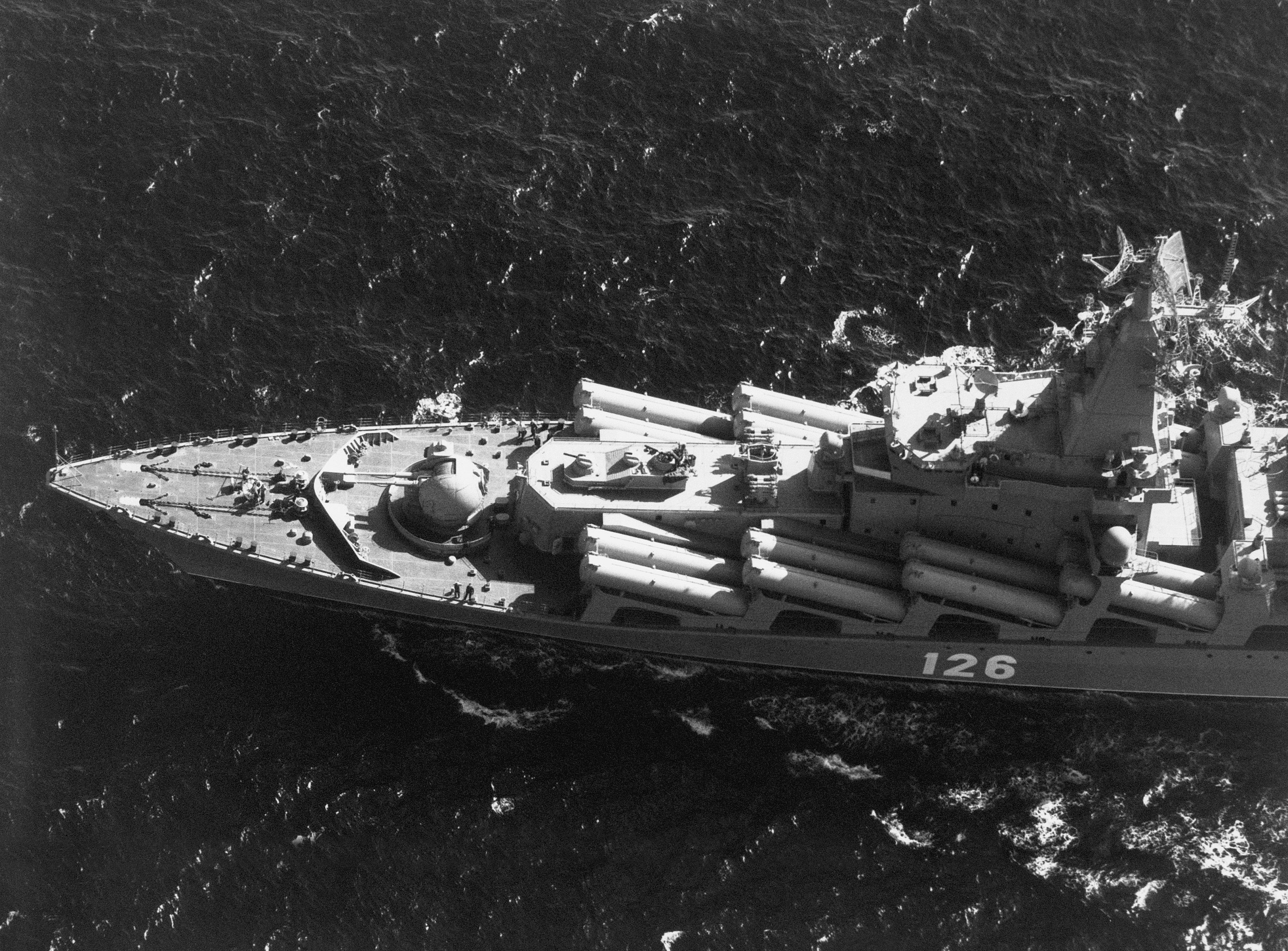
tubi di lancio per i missili SS-N-12

### Armamento
L'armamento tornava, come sui classe Kynda, al ruolo antinave con 16 missili a lungo raggio SS-N-12 Sandbox, supersonici e con gittata di oltre 500 km. Non essendo necessario tenere i missili per il 50% in riserva, essi sono tutti sistemati pronti al lancio, sopra il ponte della nave che è molto più grande dei Kynda. Sono, però, anche molto esposti ad eventuali danneggiamenti dovuti ad offesa nemica.
Le armi antiaeree sono incrementate molto dalla comparsa dei missili SA-N 6 a lancio verticale, versione navale dei S-300/SA-10 terrestri. Sono armi altamente efficaci su distanze tra i 3 e i 100 km, mentre il radar di bordo può dirigere fino a 6 intercettazioni simultanee. I lanciatori, a differenza delle armi antinave, sono sistemati sotto il ponte di coperta. I missili SA-10 vengono integrati da 2 lanciatori a corto raggio SA-N 4 Gecko, con 36 armi che aggiunte alle precedenti danno un notevole totale di 100 SAM. I CIWS sono più numerosi del normale, in quanto sono presenti 3 coppie di AK-306 anziché 1 o 2 come normalmente accade con le navi sovietiche. L'armamento di artiglieria, anziché vertere su cannoni da 76mm sistemati lateralmente, ha una torretta prodiera con due armi da 130mm con una effettiva capacità antimissili grazie alla direzione di tiro e alla cadenza. Originariamente gli si attribuivano 130 colpi/minuto, ma proprio per l'incapacità pratica di arrivare a 60 il cannone da 130 mm è stato sistemato in un'installazione binata, capace di 86 colpi. Si tratta comunque del più potente complesso d'artiglieria navale attualmente in servizio. Infine, due elicotteri Kamov Ka-27, uno da direzione del tiro per i missili e uno ASW, sono ospitati nell'hangar poppiero.

Dettaglio dell'armamento:
1) AK-130, 2) P-500 Balzat, 3) RBU-6000, 4) AK-630, 5) S-300, 6) OSA-MA, 7) Tubi lanciasiluri

## Impiego operativo

### Guerra in Ucraina del 2022
Il 13 aprile 2022, la capoclasse Moskva, in navigazione a varie miglia dalla costa di Odessa, ha sofferto un'esplosione a bordo, probabilmente colpito da un missile antinave ucraino. A seguito dei danni riportati la nave è affondata nel corso delle operazioni di traino verso il porto di Sebastopoli. A causa dell'esplosione circa 30 membri dell'equipaggio risultano periti o dispersi. Sono in corso indagini ufficiali per accertare le cause dell'accaduto.

## Unità
| Nome                                     | Impostata       | Varata           | In servizio       | Flotta              | Stato                  | Note                                                                        |
| ---------------------------------------- | --------------- | ---------------- | ----------------- | ------------------- | ---------------------- | --------------------------------------------------------------------------- |
| Moskva (ex Slava)                        | 5 novembre 1976 | 27 luglio 1979   | 13 dicembre 1982  | Flotta del Mar Nero | Radiato                | Affondato il 13 aprile 2022 nel corso delle operazioni militari in Ucraina. |
| Marshal Ustinov (ex Admiral Flota Lobov) | 5 ottobre 1978  | 25 febbraio 1982 | 15 settembre 1986 | Flotta del Nord     | Attivo                 |                                                                             |
| Varyag (ex) Červona Ukraina)             | 31 luglio 1979  | 28 agosto 1983   | 25 dicembre 1989  | Flotta del Pacifico | Attivo                 | ammodernata nel 2021                                                        |
| Ucrayina (ex Admiral Flota Lobov)        | 29 agosto 1984  | 11 agosto 1990   | 1 ottobre 1993    | -                   | Radiato                | nave museo                                                                  |
| Admiral Flota Sovetskogo Soyuza Gorshkov | -               | -                | -                 | -                   | Costruzione cancellata |                                                                             |
| Rossiya                                  |                 | -                | -                 | -                   | Costruzione cancellata |                                                                             |
| “Kursk”                                  |                 |                  |                   |                     | Costruzione cancellata |                                                                             |

L'ex Admiral Flota Lobov: non ultimata a causa della dissoluzione dell'Unione Sovietica, la nave il 1º ottobre 1993 divenne proprietà dell'Ucraina, che il 17 febbraio 1998 ne decise il suo completamento per farne l'ammiraglia della propria Marina con il nome Ucraїna in ucraino Україна? e l'ingresso in servizio era previsto per il 2000; a causa della carenza di fondi, con la nave completa al 75% ed i lavori fermi, il governo ucraino, dopo aver cercato vanamente acquirenti, dall'agosto 2004 decise di aprire la nave per visite turistiche nell'attesa di un eventuale acquirente. Al 2020 è posta fuori servizio, completa al 95%.